# Óita prefektúra
Óita prefektúra (大分県) Japán egyik prefektúrája, amely Kjúsú szigetén található. Fővárosa: Óita.

## Történelem
A 6. század körül Kjúsú 4 régióból állt: Cukusi tartomány, Hi tartomány, Kumaszo tartomány és Tojo tartomány. Tojo tartomány később feloszlott két régióra: Bungo és Buzen tartomány. A Meidzsi Restauráció utána Bungo és Buzen tartomány egyesítésével jött létre Óita prefektúra. Ezek a tartományok számos daimjó között voltak felosztva, ezért nem alakult ki sosem nagyváros Óitán. Ettől kezdve ez a terület Tojo no kuni, azaz a Bőség földje néven vált ismertté. Az Óita nevet először egy nyolcadik század környékén megírt jelentésben fedezték fel. A dokumentum szerint amikor Keikó császárnő meglátogatta Kjúsú régiót, Tojo no kuninál megállt és így kiáltott: „Ez egy hatalmas föld, Óita Kuni-ként kell, hogy ismert legyen!” Ez azt jelentette: Nagy Föld. Később Óitaként lett leírva. A mai értelmezések alapján Óita neve az „Okita” azaz Sok föld kifejezésből származik, nem pedig a nagy, vagy hatalmas kifejezésekből, mivel Óita területe eléggé összetett, sokrétű.
Az Edo korszakban (1603-1867) a Hita nevezetű város volt egész Kjúsú tartomány székhelye, amelyet közvetlenül a nemzeti kormány, vagy sógun vezérelt.
A régió a pénz-hitelezési ipar által lett híres, mely Hita városában alakult ki. Hita városának kereskedői a kormánnyal közösen azon dolgoztak, hogy létrehozhassák ezt az iparágat Hita-kin néven.

## Földrajz
Óita tartomány Kjúsú sziget északkeleti részén helyezkedik el. Kelet-nyugati irányban 119 km, észak-déli irányban 106 km a kiterjedése. A teljes területe 6339 négyzetkilométer.
Körülveszi a Szuó tenger, és északról a Honsú sziget, keletről az Ijo tenger és a Sikoku-sziget, délről a Mijazaki prefektúra, illetve nyugaton a Fukuoka prefektúra és a Kumamoto prefektúra határolja.
Északon és délen meg van osztva egy jelentős tektonikus futó vonallal.
Számos más törésvonal fut kelet-nyugati irányban keresztül a prefektúrákon. A prefektúra északi területén gránit és metamorf kőzetek találhatók, míg a déli terület jellemzői a mészkő, ami fontos alapja a Cukumi cementiparnak. Számos mészkő barlang fellelhető a déli területen. A Kirisima-hegység egy vulkáni öv, amely függőlegesen fut át a prefektúrán és hozzájárul a meleg forrásokhoz, amelyek a régió kedvelt turistalátványosságai. Ez teszi Óita prefektúrát a legnagyobb számú hőforrások egyikévé az ország egész területén.
Hegyvonulatok közé tartoznak az alábbiak: Jufu, Curumi, Szobo, Katamuki, és a Kudzsú (amely az ún. „Kjúsú-tető”). Ezek a hegységek hozzájárulnak ahhoz, hogy Óita 70%-át erdők borítják, illetve folyók és patakok. Ezek adják a prefektúra gazdag vízforrását. Fő vízforrások: Jamakuni, Jakkan, Óita, Óno, Bandzsó folyók, Beppu öböl és a Bungo csatorna. A Kujú hegység körül helyezkedik el a Kujú felföld és a Handa felföld. Ezek nyílt síkságok az egész prefektúra területén. (Nakacu síkság északon, Óita síkság a központban és a Szaiki síkság délen).
A szárazföldi területek vízgyűjtő medencékből állnak (Hita, Kuszu, Jufuin és Taketa területei), amelyek láva rétegkialakítással és folyó erózió kombinálásával jöttek létre. Óita rendelkezik egy 759 km-es tengerparttal északon, Beppu Bay központjában, délen pedig a fűrészfogas „Rias part” helyezkedik el. Sok tengeri szikla, barlang, és üledékes kőzet képződmények találhatóak itt. Óita tengerpartjai hozzájárulnak a virágzó halászati iparhoz.
2014. április 1-én a prefektúrában az összes földterület 28%-át kijelölték természeti parkoknak, nevezetesen az ASO Kujú és a Setonaikai Nemzeti parkot. További parkok: A Nippó Kaigan, Sobo-Katamuki, Jaba-Hita-Hikosan Quasi- nemzeti park, the Bungo Suidó, Dzsinkakudzsi Serikawa, Kunisaki Hantó, Sobo Katamuki és a Cue Sankei Prefectural nemzeti parkok.

## Jelenlegi önkormányzatok
Jelenleg a prefektúrában van 14 város, 3 kerület, 3 község és egy falu. 2005 és 2006 között Kuszu körzet minden községét – kivéve Beppu-t, Cukumi-t, Himesima-t és Hidzsi-t – és minden kisvárosát egybeolvasztottak, és így a községek száma a 2004. december 31-én számított 58-ról 18-ra csökkent, miután megalkották Kuniszaki városát Higasikuniszaki 4 kisvárosának összevonásával 2006. március 31-én. Ennek eredményeképpen, ez a prefektúra vált Kjúsú szigetén a legkevesebb, Japánban pedig a negyedik legkevesebb községgel rendelkező prefektúrájává. Azonban mostanában Óita prefektúra az, amelyik a legkevesebb várossal, illetve faluval rendelkezik.

### Városok
| - Beppu - Bungo-óno - Bungotakada - Hita | - Kicuki - Kuniszaki - Nakacu - Óita (főváros) | - Szaiki - Taketa - Cukumi | - Usza - Uszuki - Jufu |

### Települések és falvak
Ezek a települések és falvak körzetenként:
| - Hajami kerület: - Hidzsi - Higasikuniszaki kerület: - Himesima | - Kuszu kerület: - Kokonoe - Kuszu |

## Gazdaság
Óita prefektúra ipari gazdaságának a középpontjában a mezőgazdaság áll. Ezt követi a halászat és a késztermékek előállítása. Óita Japán első számú gyártója az alábbi termékek közül:
Kaboszu lime: Óita prefektúra japán első számú kaboszu termelője, ami hasonlít az egyszerű limehoz. A kaboszu egész évben elérhető, viszont a fő szezonja augusztustól októberig tart. Gazdag C-vitaminban és különböző hasznos savakban, például citromsav. Eleinte a kaboszut Taketa és Usuki területein termesztették csak, évekig.
Szárított siitake gomba: Óita a legnagyobb termelője a szárított siitake gombának Japánban. Azt mondják, hogy előnyös a magas vérnyomás és az artériás szklerózis megelőzésében.
Sáfrány: A 19. századtól termelnek sáfrányt Óita területén. Az óitai sáfrány nemzetközi elismerést szerzett, mivel sokkal hasznosabb különféle ételfestékek és gyógyszerek összetevőjeként, mint a külföldi sáfrányok.
Madake bambusz: a madake bambusz japánban termelt bambuszfajtáinak 60%-át teszi ki, és Óita az első számú előállítója.

### Egyéb iparágak
Mezőgazdasági termékek: paradicsom, póréhagyma, eper, mogyoróhagyma, az üvegházhatást okozó mandarin, rózsa, krizantém, körte és Bungo marhahús.
Tengeri termékek: tenyésztett lepényhal, gyöngy, tenyésztett kuruma garnéla, természetes kuruma garnéla tintahal, vajhal, kék rák, tengeri angolna, kagyló és a japán kesztyű rák.
Az alábbi cégek működtetnek gyárakat Óitán: Toshiba Corporation, a Nippon Steel Corporation, a Canon Inc., a Texas Instruments Inc., a Sony, a Daihatsu Motor Co. Ltd., Showa Denko KK, Kawasumi Laboratories Inc. ( 川澄化学工業株式会社 ), NEC Corporation, a Matsushita Electric Industrial Co, Sumitomo Chemical Co. Ltd.

## Népesség
2008. október 1-én Óita teljes lakosság 1.201.715 volt. Lebontva korcsoportokra, meghatározták, hogy 13,3% volt az újszülött és 14 éves kor közöttiek aránya, míg 60,6% volt a 15 és 64 éves korosztály számaránya, és 25,8%-át a lakosságnak a 65 éves vagy idősebbek tették ki.
2008-ban 11 034 nem japán lakost regisztráltak Óitában, ez 1684-gyel több ember volt az előző évhez képest.
2009 decemberében Óitában volt a legnagyobb számú külföldi hallgató a lakossághoz viszonyítva Japánban. 339,8 külföldi hallgató/100 000 ember volt az arány, Tokió a második 329,4 külföldi hallgató/100 000 ember aránnyal. 2009-ben 4160 külföldi diák volt Óitaban összesen, 101 különböző országból és területről, a többség pedig Ázsiából (pl. Kína és Dél-Korea).

## Kultúra
Óita Kjúsú északkeleti sarkában van, amelyben a part menti területek, mezőgazdasági területek, hegyvidékek és a hegyek kölcsönöznek különböző módozatokat a mezőgazdaságra és a halászati kultúrára. Sok fesztivál van egész évben, amely központjában az ima szerepel az egészséges és bőséges termésért.
2006 májusában a nemzeti kormány (Kulturális Minisztérium) 146 kulturális területet jelölt meg Óitán, amelyből 4 nemzeti kinccsé lett kinevezve. Továbbá a prefektúra maga kijelölt 700 tradíciót, tereptárgyakat, kulturális javaknak.

### Nemzeti kincsek
1. Fuki-dzsi templom: Az egyetlen fa struktúrával rendelkező templom. Heian időszakból való (794-1192). A Fukidzsi templom a Bungo-Takada területén található.
2. Usza szentély: Hacsiman stílusú építészet jegyeit viseli. Usza városában található.
3. Páva buddhista oltár: Egy buddhista oltár, úgynevezett Kudzsaku Monkei gravírozott páva feliratos. A rendelkezésre álló információk szerint az Usza kegyhely és a Mirokudzsi között található.
4. Uszuki kő Buddhák: Körülbelül 60 szikla faragvány Buddha található itt, amelyek kb. a Heian időszak (794-1192), illetve a Kamakura időszak (1185-1333) között lettek elkészítve. Megkapta a nemzeti kincs megjelölést. Ezek az Uszuki városban találhatóak meg.
Az alábbiakban olvasható néhány óitai kulturális hagyomány, amelyek fontos szellemi és kulturális jegyeket hordoznak:
1. Sudzso Onie Tűz Fesztivál: Ez egy rendezvény, ahol imádkozhatnak a nemzeti biztonságért, az egészségért, és a hosszú életért. Három templom a mai napig tartja ezt az eseményt: Tennendzsi-templom (Bungotakata város), Iwatodzsi-templom (Kuniszaki város) és a Jobucudzsi-templom (szintén Kuniszaki városában.)
2. Kojo szentély bábszínház: Ez egy ismert bábjáték a "Kitabaru Bábszínház", amely kugucu bábokat használ. Táncokat és szumó birkózást adnak elő. Ezt Nakacu városában tartják meg.
3. Hita Gion Fesztivál: A fesztivál Hita városában van, a parádét júliusban tartják egy díszes tutajon ami akár 12 méter magas is lehet. Bár a fesztiválra csak évente egyszer kerül sor, a csodálatos tutajok egész évben ki vannak állítva a Gion fesztivál múzeumában, Kuma községében, Hita városában.
4. Josihiro Gaku Hagyományos előadó művészet: Hagyományos tánc előadás, énekkel és zenével Muszasi városában. (Kuniszaki félsziget).

### Tánc
A Kagura egy szent tánc, a fesztiválok és az ünnepségek kihagyhatatlan programja, amely az egész prefektúrában jellemző.
Szonai Kagura egy ünnepi tánc, amelyet több mint 200 éve ismernek, és reprezentatív az Óita prefektúrában. Egy másik Kagura, az Ondake stílusú Kagura-t országosan kijelölték a "fontos szellemi népi kulturális javak"-nak.
Gaku: Hagyományos ének és zene a Kuniszaki félsziget területén. Jellegzetes táncok kísérik, mint például a Josihirogaku Muszasi városában. A Táncosok fű szoknyát viselnek, és táncolnak a dobszóra, zászlót kötve a hátukra, és imádkoznak Amida Buddhához.

### Iparművészet
Onta edény: Egyfajta kőedény kerámia amelyet mindennapos használatra gyártanak. A közösség a Hiko hegységben található, mintegy 15 km-re a központtól. 1705-ben jött létre, ebben az időben a fazekasok maguk voltak a gazdálkodók is, akik az előállított edényeket eladták. Ezeket a kjódó noborigama segítségével gyártották (kemence). Az onta edényeket most teljes munkaidőben 10 család gyártja Szarajamában.
Bambusz mesterség: A 14. század végén indult, annak érdekében, hogy kosarakat gyártsanak az eladók számára, hogy megkönnyítsék az áruk szállítását. Az Edo-korban (1600-1868) Beppu virágzott, mint turisztikai település. A bambusz kosarakat a mindennapi életben is használták a helyi emberek a mosáshoz, főzéshez. A bambuszból készült termékek hamarosan ajándéktárgyakként jelentek meg a turisták számára. Ebben az időszakban megszilárdult Beppu kézműves termelése. 1903-ban Képzési Központot hoztak létre, amelyet a mai napig lehet látogatni. A turisták élvezik a történelmi bambusz kosár elkészítésének tanulását. Fesztiválokon megszokottak a bambusz gyertyatartók. (Uszuki, Taketa és Hita városában).

### Vallás
A Kuniszaki félszigetet úgy is nevezik, hogy "Buddha Falu". Itt sok buddhista szobor és templom található. Az 1352-ben alapított Mankodzsi templomban gyakorolható a zen meditáció.

### Építészet
Az "Ügynökség a Kulturális Ügyekért" kijelölt egyes területeket megőrzésre (hagyományos- kulturális értékkel rendelkező épületeket). A Hitában lévő kereskedő negyed, Mameda town, egyike a 83 körzetnek, amit 2009 április 1-én az ország egész területén kijelöltek „fontos hagyományos épületeknek”. A régi szamuráj rezidenciára nagy az érdeklődés. Nioza történelmi útja, illetve Usuki, az Inama család egykori szamuráj lakóhelye is nyilvánosan látogathatóvá vált. Arata Iszozaki egy világhírű építész, aki Óitában született. Ő építette az Óita prefektusi könyvtárat (most Óita művészeti pláza), építészeti díjat nyert 1967-ben. Egyéb épületei megtalálhatóak az egész tartományban, beleértve a B-con plázát Beppuban, a Bungo-No-Kuni információ könyvtárat, az audiovizuális centert Óitában, illetve a Jufu pályaudvart is.

### Zene
A Martha Argerich zenei fesztivál egyéves rendezvény Beppu városában. Martha A. a főigazgatója a fesztiválnak. Ez a fesztivál 10 napon át tart. Ez a nemzetközi esemény várja a zene szerelmeseit szerte a világból.

### Művészet
Az Óita-ázsia szoborkiállítás egy kétéves esemény, amely Aszadzsi településen zajlik Bungo-Ono városában. Ez a kiállítás egy megemlékezés a híres szobrászra, Aszakura Fumio-ra, illetve ösztönzés a fiatal, feltörekvő művészek számára egész Ázsiában. A kiállítás nyertesei nagyvonalú díjakat kapnak, és műveiket az Aszakura Fumio emlékmúzeumban állítják ki Bungo-Ono városában.

## Turizmus
Óita tartomány híres a meleg vizű forrásokról, különösen Beppuban amit más néven pokolnak neveznek (Dzsigoku). A dzsigoku csak turisztikai látványosság, használni nem lehet mint onszen. (Nevét a vöröses vízről kapta). A város rjokanokban és nyilvános onszenekben gazdag, hiszen sok a vulkanikus forrás. Amikor a Csiba egyetem és a tokiói Fenntartható energia intézet összeállított egy listát a prefektúrákban található újrahasznosítható energiákról, Óita 25,2%-os önellátás segítségével (geotermikus energia) szép eredményt hozott. A látogatók különösen élvezik a gőzölgő vulkanikus homok hatását.
Beppuban rengeteg széles körű kulturális élménnyel találkozhat az ember, ilyen például az éves nemzetközi zenei fesztivál, a Hikokan szexmúzeum, amely meg kell feleljen a törvénynek (matt fekete üveg).
Az Umi-tamago partvonalon található a nyilvános akvárium ami baseballozó tengeri vidrával, lövő halfélékkel, puzzle-ozó polipokkal és több naturalisztikus édesvízi és tengeri hallal várja az érdeklődőket.
Közel a tengeri parkhoz található a Takaszaki Majom park. Itt vad makákó majmok élnek, akiket a kisebb tömeg nem zavar, így meg lehet őket figyelni közelről.
Beppu egy forgalmas kikötő, rendszeresen járó kompokkal Oszakába és számos más helyre.
Egyéb látnivaló Óitában például a Harmonyland vidámpark.
Óitában népszerű zenei fesztivál volt a "Concert on the rock". Ezen az évente megrendezett jótékonysági eseményen több mint 30 nemzetközi produkció volt. A természeti környezett miatt az egyik legfestőibb fesztivál volt a világon. Az esemény azóta megszűnt.